# 贝塔斯曼
贝塔斯曼（Bertelsmann SE & Co. KGaA），台灣譯作博德曼，是总部位于德国居特斯洛的跨國媒體公司，涉足电视、广播，杂志报刊出版、音乐出版、印刷及媒体服务、书刊音乐俱乐部等。在全球六十三个国家地区有业务。
贝塔斯曼的19.1%权益由摩恩家族直接持有，余下80.9%权益则由上述的家族透过贝塔斯曼基金会持有，换言之，摩恩家族是贝塔斯曼的唯一股东。
在中国，贝塔斯曼开设贝塔斯曼在线與授权出版贝塔斯曼音乐集团(BMG)的CD与磁带，並曾開設贝塔斯曼书友会。

## 集团成员
- RTL集团（卢森堡），一家欧洲广播公司
- 企鹅兰登书屋（纽约），世界最大成交量的图书出版公司
- 古纳雅尔（汉堡），杂志出版社，欧洲最大，世界第二
- 欧唯特（居特斯洛），国际媒体服务提供和编辑公司
- 直接集团（居特斯洛），世界最大图书和音乐俱乐部集团

## 发展历史
- 1835年7月1日，卡尔·贝塔斯曼（Carl Bertelsmann，1791年─1850年）在居斯特罗创建了C. Bertelsmann Verlag，主要出版神学方面的书刊。
- 1910年左右，成为著名传教出版商，员工人数达到80人。
- 1930年到1950年间，出版了一些与纳粹相关的国家主义、民族主义甚至反犹太主义的一些作品，成为军方的最大书籍供应商，印刷地点遍布欧洲。1941年，由于官方调整，公司不再出版神学书籍。
- 1950年6月1日，成功建立了“书友会”这种销售模式。
- 1956年，建立“乐友会”，进军唱片市场。
- 1962年，建立在西班牙的书友会，开始跨国扩张。
- 1964年，购入德意志银行的全球电影股份公司(UFA)股份，进入电影和电视行业。
- 1969年，以25%的股权参股汉堡出版社古纳雅尔，进入杂志领域。
- 1971年，贝塔斯曼集团形成，这是一个私人有限公司。
- 1977年，贝塔斯曼基金会建立。
- 1993年，贝塔斯曼集团的大部分股份转移到贝塔斯曼基金会。
- 1987年，全球音乐业务整合到BMG（纽约）。
- 1995年，与美国在线(AOL)合作，进入互联网时代。
- 1997年，进军中国，在上海建立贝塔斯曼书友会。
- 1997年1月，UFA与卢森堡电视公司合并，成为欧洲最大电视公司。2000年，又与培生集團的电视部门Pearson Television合并成立RTL集团。
- 1998年，接管兰登书屋。
- 2002年，接管世界最大独立音乐公司Zomba，加强BMG的地位，使之成为世界第三的音乐发行公司。
- 2004年7月，BMG同索尼音乐合作，成立新力博德曼（纽约）。
- 2006年7月，股权发生变動，形成现有股权结构。全部表决权在Bertelsmann Verwaltungsgesllschaft (BVG)。该次变动意味着集团自1973年以来第一次没有外界股东。
- 2006年12月，第四家海外总代表处在北京成立。
- 2008年6月13日宣佈：終止其全中國範圍內（包括北京、深圳、青島、蘇州、無錫、南京、西安等18個城市，上海八家門店除外）之36家零售連鎖門店服務；同年7月7日宣佈終止其中國書友會（網上書店）與上海貝塔斯曼文化實業有限公司營運業務，包括僅餘之上海八家門店。
- 2012年10月29日企鵝集團及蘭登書屋合組聯營公司企鵝藍燈書屋(Penguin Random House)，貝塔斯曼持有聯營公司53%股權，培生則持47%。聯營公司不包括貝塔斯曼的德國印刷業務，培生亦會保留全球各地的教育市場品牌；企鵝藍燈書屋將佔美國出版市場的25%。
- 2017年7月11日，英國培生集團將以10億美元向合資夥伴德國媒體公司貝塔斯曼出售企鵝藍燈書屋22%的股份，交易完成後，培生仍將持有企鵝蘭登書屋的25%股權
- 2019年12月18日，英国培生集团宣布將以6.75億美元向合资伙伴德国媒体公司贝塔斯曼出售其剩余的企鵝藍燈書屋25%的股份，交易预计于2020年完成。[1]

## 贝塔斯曼基金会
- 2005年1月1日至2005年12月31日德国市场营销权威、明斯特大学教授赫利伯特·迈福特（Heribert Meffert）担任贝塔斯曼基金会董事长。